# Zemen
Zemen (búlgaro:Земен) é uma cidade da Bulgária, localizada no distrito de Pernik. A sua população era de 1,891 habitantes segundo o censo de 2010.
O antigo nome de Zemen foi Belovo ; ela foi renomeada para Zemen em 1925. O novo nome foi inicialmente dada apenas para a estação ferroviária nas proximidades, mas logo foi transitado para a própria aldeia. O nome atual comemora o castelo medieval de Zemlangrad, que foi localizado no desfiladeiro Struma nas imediações do Zemen. A sudoeste da cidade fica o Mosteiro de Zemen.

## População
| Zemen | Zemen | Zemen | Zemen | Zemen | Zemen | Zemen | Zemen | Zemen | Zemen | Zemen | Zemen | Zemen | Zemen | Zemen | Zemen | Zemen | Zemen | Zemen | Zemen |
| --- | ----- | ----- | ----- | ----- | ----- | ----- | ----- | ----- | ----- | ----- | ----- | ----- | ----- | ----- | ----- | ----- | ----- | ----- | ----- |
| Ano | 1887  | 1910  | 1934  | 1946  | 1956  | 1965  | 1975  | 1985  | 1992  | 2001  | 2002  | 2003  | 2004  | 2005  | 2006  | 2007  | 2008  | 2009  | 2010  |
| População | ??    | ??    | ??    | …     | …     | …     | 2,862 | 2,765 | 2,625 | 2,216 | 2,205 | 2,197 | 2,147 | 2,046 | 1,992 | 1,942 | 1,973 | 1,912 | 1,864 |
| Fontes: Instituto Nacional de Estatísticas, „citypopulation.de“, „pop-stat.mashke.org“, Bulgarian Academy of Sciences |       |       |       |       |       |       |       |       |       |       |       |       |       |       |       |       |       |       |       |